# Mandy Candy
Amanda Guimarães Borges, conocida como Mandy Candy (Gravataí, 16 de junio de 1988), es una youtuber brasileña. Es considerada una representante de las mujeres trans en la plataforma de contenido audiovisual y pionera en la creación de contenidos sobre personas trans.

## Biografía
Nació en Gravataí el 16 de junio de 1988, y desde su infancia se identificó como mujer. Trabajó en un call center y, en 2012, se sometió a una cirugía de afirmación de género. Ha estado en línea desde 2014, y en 2018 estableció su residencia en Hong Kong.Luego vivió un tiempo en Corea, hasta que volvió a Brasil, dónde vive actualmente. 
En 2019 abrió un salón de belleza. En 2021, en el contexto de la pandemia de COVID-19, presentó un evento virtual en el desfile LGBT.

## Otras lecturas
- «Transexualidade e visibilidade trans em mídias digitais: as narrativas de Mandy Candy no YouTube». Semina: Ciências Sociais e Humanas 40 (1): 89-102. 2019. doi:10.5433/1679-0383.2019v40n1p89. Consultado el 13 de março de 2024.

- Datos: Q124339141
- Multimedia: Mandy Candy / Q124339141